# Аргиллиты

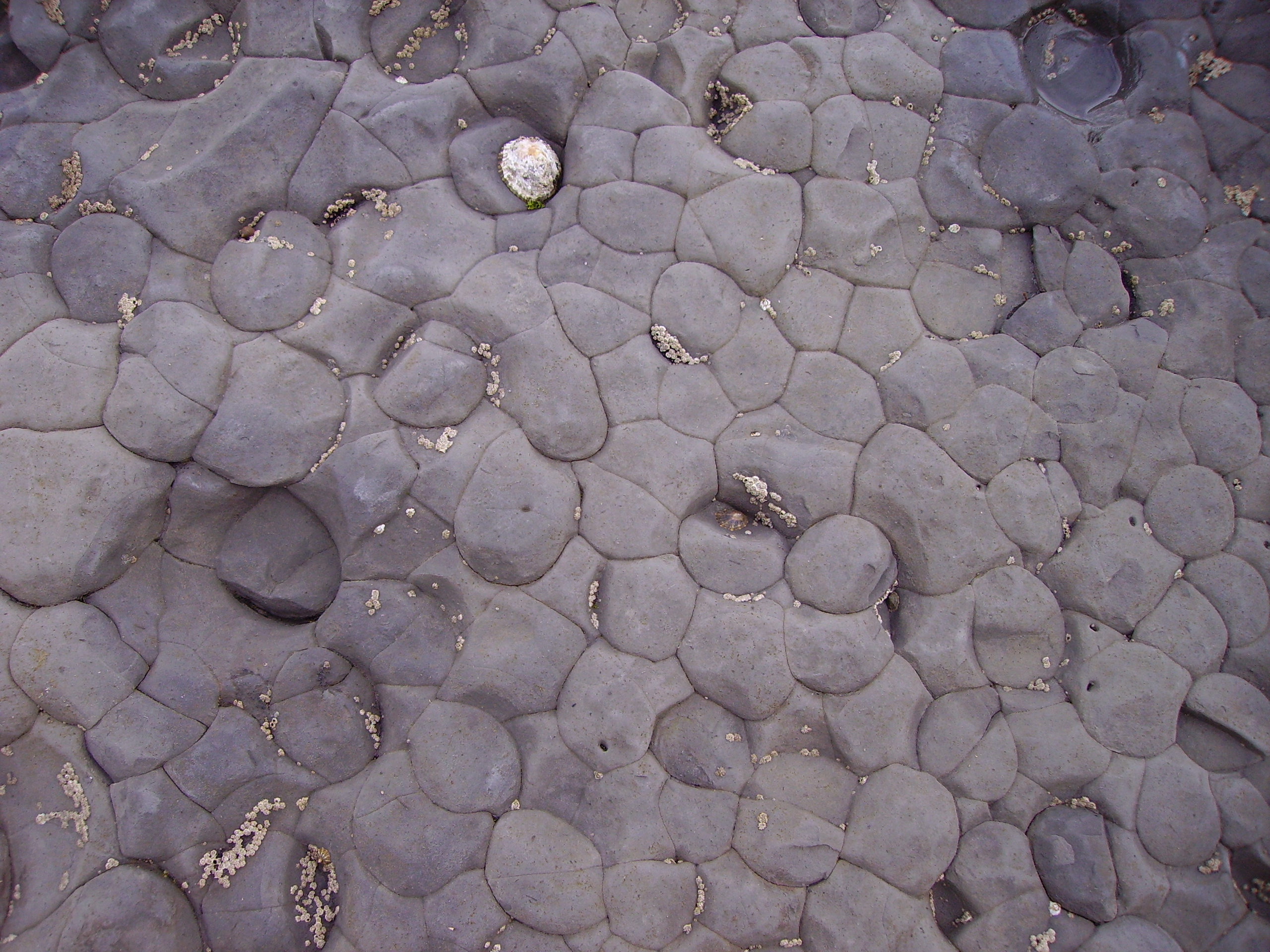
Аргиллит на восточном пляже Лайм-Реджис, Англия

Аргиллиты (англ. Mudstone  грязевой камень), тип илистых пород, представляют собой мелкозернистые осадочные породы, первоначальными составляющими которых были глины или илы. Аргиллиты отличаются от сланцев отсутствием трещиноватости (параллельной слоистостью).
Термин аргиллит также используется для описания карбонатных пород (известняка или доломита), которые состоят преимущественно из карбонатного ила. Однако в большинстве контекстов этот термин относится к терригенным аргиллитам, состоящим в основном из силикатных минералов.
Марсоход NASA Curiosity обнаружил на Марсе залежи аргиллита, которые содержат органические вещества, такие как пропан, бензол и толуол.

## Определение
Не существует единого определения аргиллитов, которое получило бы всеобщее признание , хотя существует широкое согласие в том, что аргиллиты представляют собой мелкозернистые осадочные породы, состоящие в основном из силикатных зерен с размером менее 0,063 мм. Отдельные зерна такого размера слишком малы, чтобы их можно было различить без микроскопа, а это означает, что большинство классификаций делают упор на текстуру, а не на минеральный состав, а аргиллиты исторически привлекали меньше внимания петрологов, чем песчаники. Самое простое определение состоит в том, что аргиллит представляет собой мелкозернистую обломочную осадочную породу, не слоистую и не расщепляющуюся. Большинство определений также включают требование о том, чтобы порода содержала значительное количество зерен как ила, так и глины. Одним из общих требований является то, что аргиллит представляет собой илистую породу (порода, содержащая более 50% частиц размером от ила до глины), в которой от трети до двух третей грязевой фракции (ила и глины) составляют частицы глины. Другое определение состоит в том, что аргиллит — это осадочная порода, в которой не преобладают ни ил, ни глина, ни более крупные зерна. Порода такого состава, которая показывает расслоение или трещиноватость, иногда описывается как глинистый сланец, а не аргиллит.
Отсутствие расщепления или слоистости в аргиллитах может быть связано либо с исходной текстурой, либо с нарушением слоистости закапывающимися в осадок организмами до литификации. Аргиллиты выглядят как затвердевшая глина, и, в зависимости от обстоятельств, при которых он образовался, в нем могут быть трещины, как в отложениях выжженной на солнце глины.
Когда минеральный состав аргиллитов был определен с использованием таких методов, как сканирующая электронная микроскопия, электронно-зондовый микроанализ или рентгеноструктурный анализ, было обнаружено, что они состоят в основном из глинистых минералов, кварца и полевых шпатов с различными примесями акцессорных минералов.

## Карбонатный аргиллит

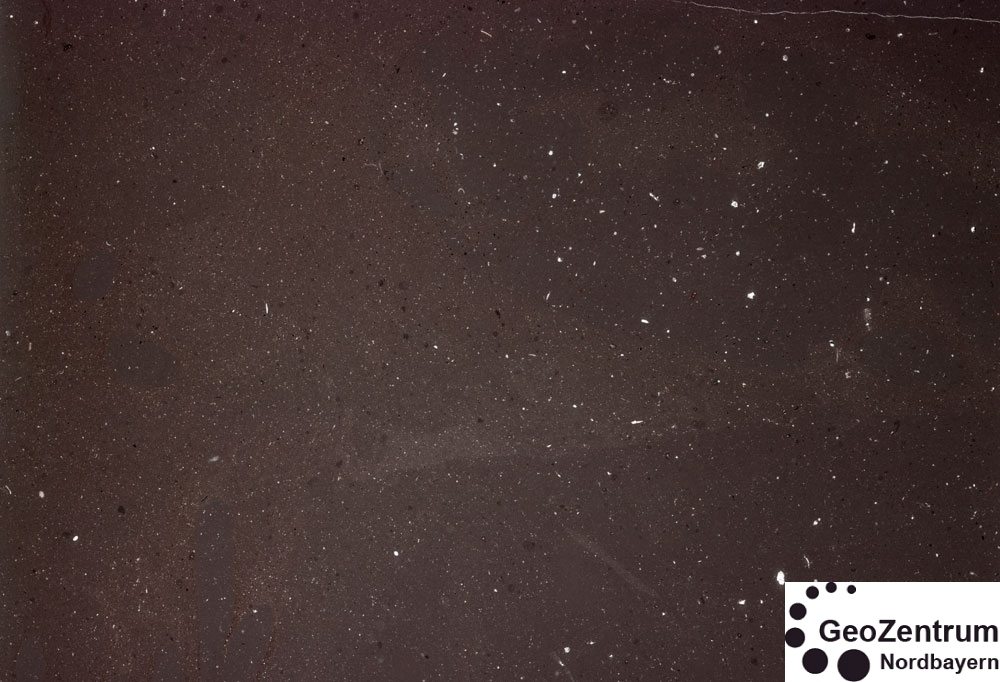
Аргиллит: несколько мелких компонентов в микритовой матрице, ширина рисунка 32 мм.

В системе известняков по классификации Данэма (Dunham, 1962 ) аргиллит определяется как карбонатная порода, содержащая менее 10 % зерен ила. Совсем недавно это определение было уточнено как матричная порода с преобладанием карбонатов, состоящая более чем на 90 % из карбонатного ила (< 63 мкм).

### Идентификация карбонатных аргиллитов

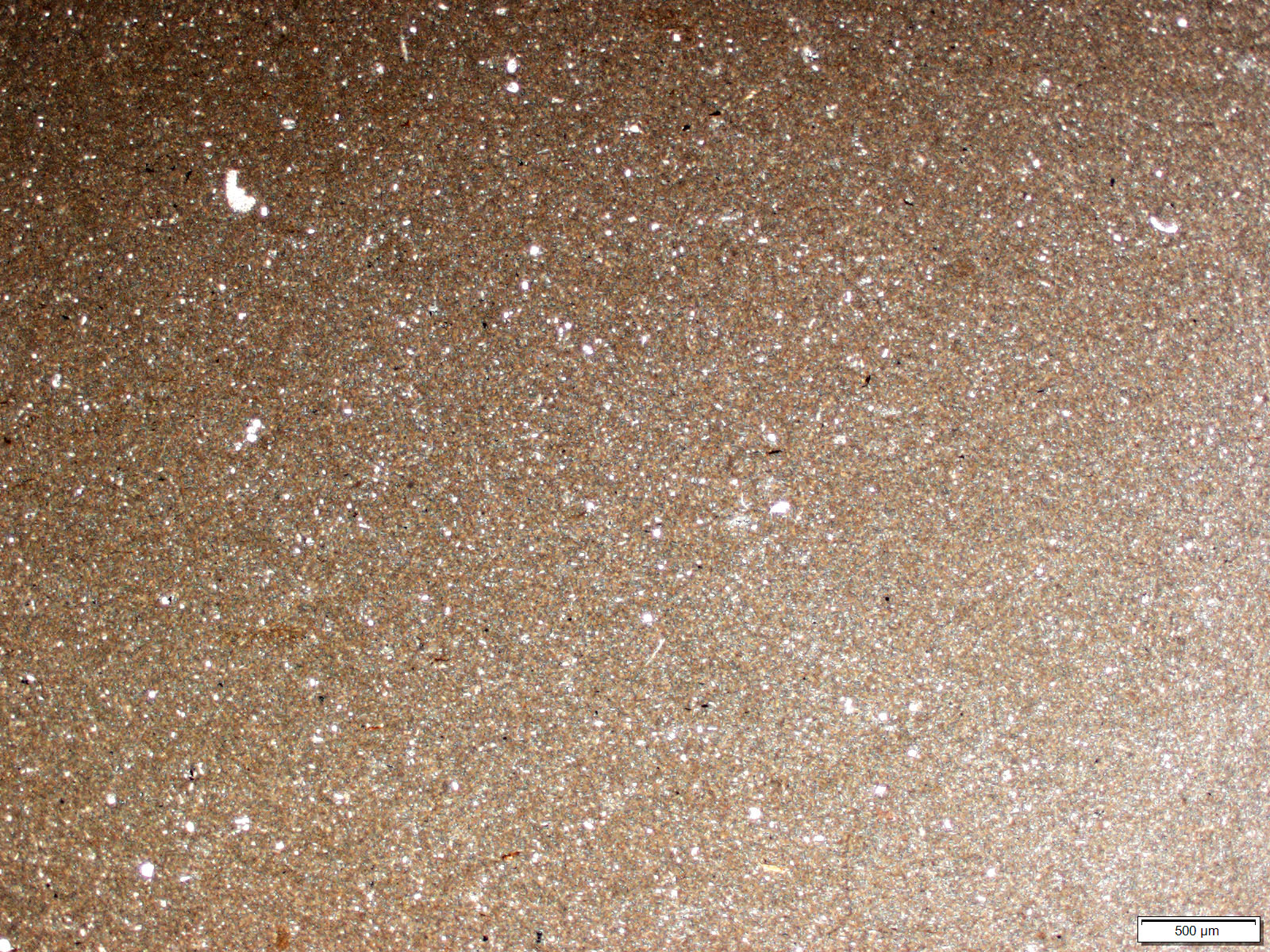
Микрофотография тонкого среза карбонатного аргиллита

Недавнее исследование Lokier and Al Junaibi (2016)  показало, что наиболее распространенными проблемами, возникающими при описании аргиллитов, является неправильная оценка объема «зерен» в образце, что приводит к ошибочной идентификации аргиллитов как вакстоунов и наоборот. Первоначальная классификация Данэма (1962 г.)  определяла матрицу аргилитов как глину и мелкоалевритовые отложения размером < 20 мкм в диаметре. Это определение было переопределено Embry & Klovan (1971 ) до размера зерна менее или равного 30 мкм. Райт (1992 ) предложил дальнейшее увеличение верхнего предела размера матрицы, чтобы привести его в соответствие с верхним пределом для ила (63 мкм).

## Минералогия аргиллитов на Марсе

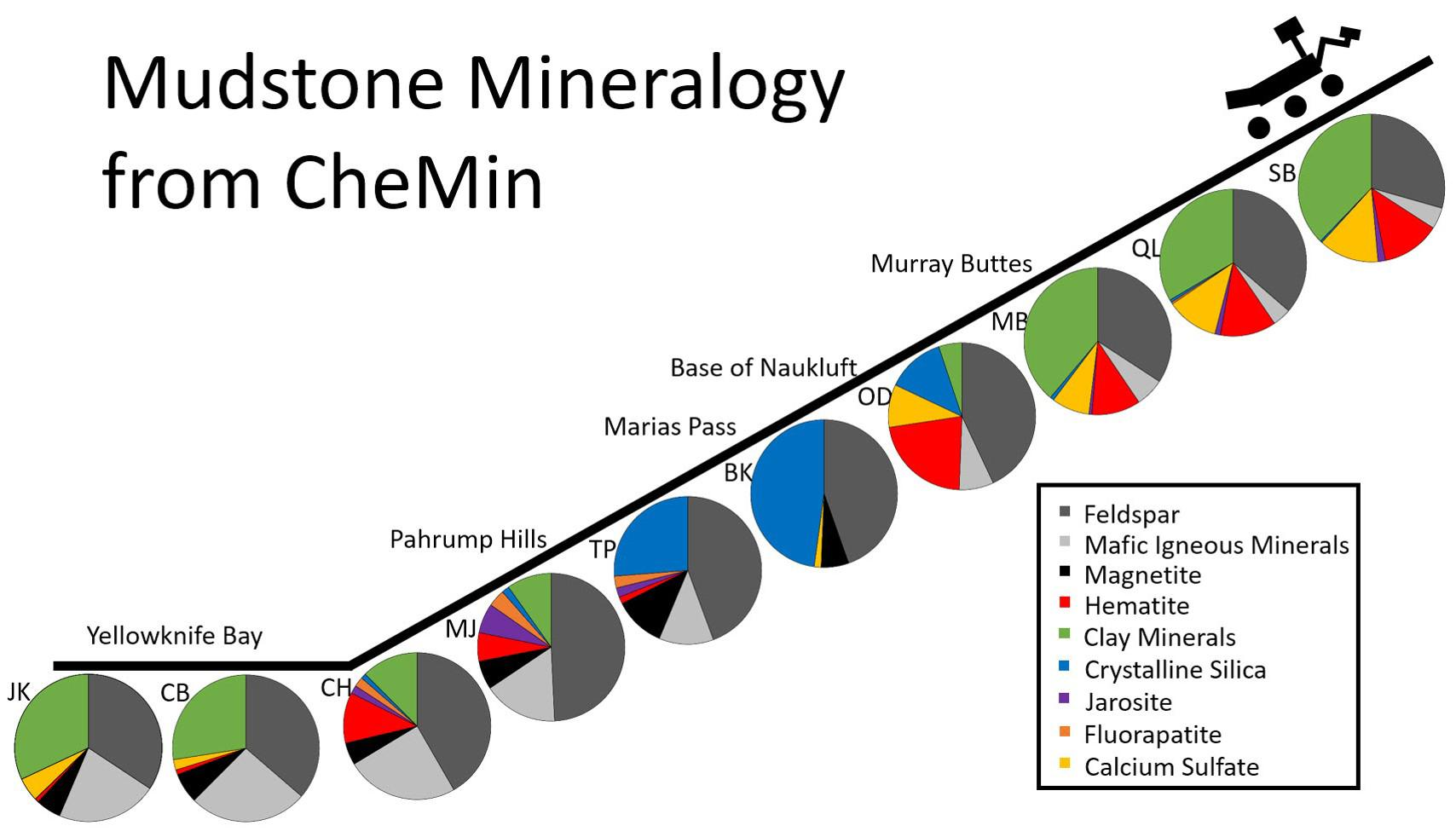
- минералогия аргиллита - 2013–2016 гг. На Марсе (CheMin ; 13 декабря 2016 г.)
ПРИМЕЧАНИЕ: JK для «Джона Кляйна», CB для «Камберленда». CH для "Confidence Hills", MJ для "Mojave", TP для "Telegraph Peak", BK для "Buckskin", OD для "Oudam", MB для "Marimba", QL для "Quela" и SB для Sebina. (Местоположения/сверления см. на изображении)

13 декабря 2016 года НАСА сообщило о дополнительных доказательствах, подтверждающих обитаемость планеты Марс, когда марсоход Curiosity поднялся выше, изучая более молодые слои, на горе Шарп. Также сообщалось, что на Марсе впервые был обнаружен хорошо растворимый элемент бор. В июне 2018 года НАСА сообщило, что Curiosity обнаружил кероген и другие сложные органические соединения в аргиллитовых породах возрастом примерно 3,5 миллиарда лет.